# Jacques Derives
Jacques Derives
(nom de scène de Gustave Erné), né le 10 janvier 1887 dans le 12e arrondissement de Paris et mort le 16 septembre 1965 à Clichy-la-Garenne (Hauts-de-Seine), est un acteur français.

## Biographie
Jacques Derives entame sa carrière au théâtre et joue notamment à Paris, où quatre de ses premières pièces sont représentées au Théâtre du Vaudeville de 1907 à 1909, dont La Patronne de Maurice Donnay (1908) avec Jeanne Granier et Louisa de Mornand.
Sur les planches parisiennes, suivent par exemple Le Sauvage de Tristan Bernard (Théâtre Albert Ier, 1931, avec Guy Rapp et Christian Argentin), Le Bouillant Achille de Paul Nivoix (Théâtre des Variétés, 1949, avec Bourvil et Perrette Souplex), ou encore Deburau de Sacha Guitry (Théâtre du Gymnase, 1950, avec l'auteur dans le rôle-titre et Lana Marconi).
Au cinéma, il contribue à une vingtaine de films français (ou en coproduction), le premier étant La Roche aux mouettes de Georges Monca (1933, avec Daniel Mendaille et Jean Coquelin). Ses cinq derniers films dans les années 1950 sont réalisés par Sacha Guitry, dont Deburau (adaptation de la pièce éponyme précitée, 1951, où Guitry et lui reprennent leurs rôles respectifs) et Si Paris nous était conté (son ultime film, 1956, avec le réalisateur et Louis de Funès).
Mentionnons également Dora Nelson de René Guissart (1935, avec Elvire Popesco dans le rôle-titre et André Lefaur), Les Disparus de Saint-Agil de Christian-Jaque (1938, avec Erich von Stroheim et Michel Simon), ainsi que L'aventure est au coin de la rue de Jacques Daniel-Norman (1944, avec Raymond Rouleau et Michèle Alfa).
Par ailleurs acteur de doublage, Jacques Derives prête sa voix entre autres à Boris Karloff dans la version française du film américain Des filles disparaissent de Douglas Sirk (1947).

## Théâtre à Paris (sélection)
- 1907 : Le Ruisseau de Pierre Wolff : Jules (Théâtre du Vaudeville)
- 1908 : La Patronne de Maurice Donnay : René (Théâtre du Vaudeville)
- 1908 : Le Lys de Pierre Wolff et Gaston Leroux : Antonio (Théâtre du Vaudeville)
- 1909 : La Route d'émeraude de Jean Richepin : Gil (Théâtre du Vaudeville)
- 1931 : La Crise ministérielle de Tristan Bernard : Fabregant (Théâtre Albert Ier)
- 1931 : Le Sauvage de Tristan Bernard : le vieux maître (Théâtre Albert Ier)
- 1934 : Mon crime ! de Georges Berr et Louis Verneuil : le cinquième juré (Théâtre des Variétés)
- 1936 : Fiston d'André Birabeau : Vaccarès (Théâtre des Variétés)
- 1949 : Le Bouillant Achille de Paul Nivoix, mise en scène de Robert Dhéry (Théâtre des Variétés)
- 1949 : Les Héritiers Bouchard de Max Régnier, mise en scène de Christian-Gérard (Théâtre des Variétés)
- 1950 : Deburau de (et mise en scène par) Sacha Guitry : Laplace (Théâtre du Gymnase)
- 1951 : Le Roi de la fête de Claude-André Puget, mise en scène de Claude Sainval : Jobst / un baladin (Comédie des Champs-Élysées)
- 1951 : Vogue la galère de Marcel Aymé, mise en scène de Georges Douking : le défroqué (Théâtre de la Madeleine)

## Filmographie partielle

### Acteur
- 1933 : La Roche aux mouettes de Georges Monca
- 1934 : Prince de minuit de René Guissart
- 1934 : L'Article 382 de Christian-Jaque
- 1935 : Dora Nelson de René Guissart : Alphonse
- 1936 : Les Croquignolle de Robert Péguy : le marquis
- 1936 : Jacques et Jacotte de Robert Péguy
- 1937 : Le Porte-veine d'André Berthomieu : le directeur de l'hôtel
- 1937 : Le Choc en retour de Georges Monca et Maurice Kéroul
- 1937 : Ma petite marquise de Robert Péguy : Antoine
- 1938 : Les Disparus de Saint-Agil de Christian-Jaque : Planet
- 1938 : Une de la cavalerie de Maurice Cammage
- 1940 : L'Héritier des Mondésir d'Albert Valentin : l'ordonnateur
- 1940 : Bach en correctionnelle d'Henry Wulschleger : l'avocat
- 1941 : Le Briseur de chaînes de Jacques Daniel-Norman : le docteur
- 1942 : La Loi du printemps de Jacques Daniel-Norman : un invité
- 1944 : La Malibran de Sacha Guitry : le locataire dans l'escalier
- 1944 : L'aventure est au coin de la rue de Jacques Daniel-Norman : le valet de chambre
- 1946 : Master Love de Robert Péguy
- 1951 : Deburau de Sacha Guitry : Laplace
- 1951 : La Poison de Sacha Guitry : Jules Martinet
- 1953 : La Vie d'un honnête homme de Sacha Guitry : le médecin de Roubaix
- 1954 : Si Versailles m'était conté... de Sacha Guitry : un seigneur
- 1956 : Si Paris nous était conté de Sacha Guitry : un officier municipal

### Acteur de doublage
- 1938 : Madame et son cowboy (The Cowboy and the Lady) d'H. C. Potter (voix d'Harry Davenport)
- 1947 : Des filles disparaissent (Lured) de Douglas Sirk (voix de Boris Karloff)
- 1949 : La Charge héroïque (She Wore a Yellow Ribbon) de John Ford (voix du chef John Big Tree)